# Cry (album Faith Hill)
Cry è il quinto album discografico in studio della cantante country statunitense Faith Hill, pubblicato nel 2002.

## Tracce
1. Free – 4:38 (Annie Roboff, Beth Nielsen Chapman)
2. Cry – 3:45 (Angie Aparo)
3. One – 5:20 (Roboff, Bekka Bramlett, Billy Burnette)
4. When the Lights Go Down – 4:05 (Rivers Rutherford, Jeffrey Steele, Craig Wiseman)
5. Beautiful – 4:41 (Chris Lindsey, Aimee Mayo, Shaye Smith)
6. Unsaveable – 3:51 (Bramlett, Bobby Terry)
7. Baby You Belong – 4:08 (Keith Follesé, Wade Kirby, Bill Luther)
8. If You're Gonna Fly Away – 3:48 (Alecia Moore, Linda Perry)
9. Stronger – 4:13 (Hillary Lindsey, Troy Verges)
10. If This Is the End – 4:55 (Steve McEwan)
11. This Is Me – 5:04 (H. Lindsey, Verges)
12. Back to You – 4:35 (Derek Bramble, Lindy Robbins)
13. I Think I Will – 4:08 (Steve Robson, Anthony Smith)
14. You're Still Here – 3:19 ([atraca Berg, Aimee Mayo)

## Classifiche
| Classifica (2002)           | Posizione raggiunta |
| --------------------------- | ------------------- |
| Stati Uniti (Billboard 200) | 1                   |